# Franzosenkirche (Schwabach)
Die Franzosenkirche ist die Pfarrkirche der evangelisch-reformierten Gemeinde in Schwabach in Mittelfranken (Bayern). Sie steht in der westlichen Altstadt von Schwabach, genannt Boxlohe. 

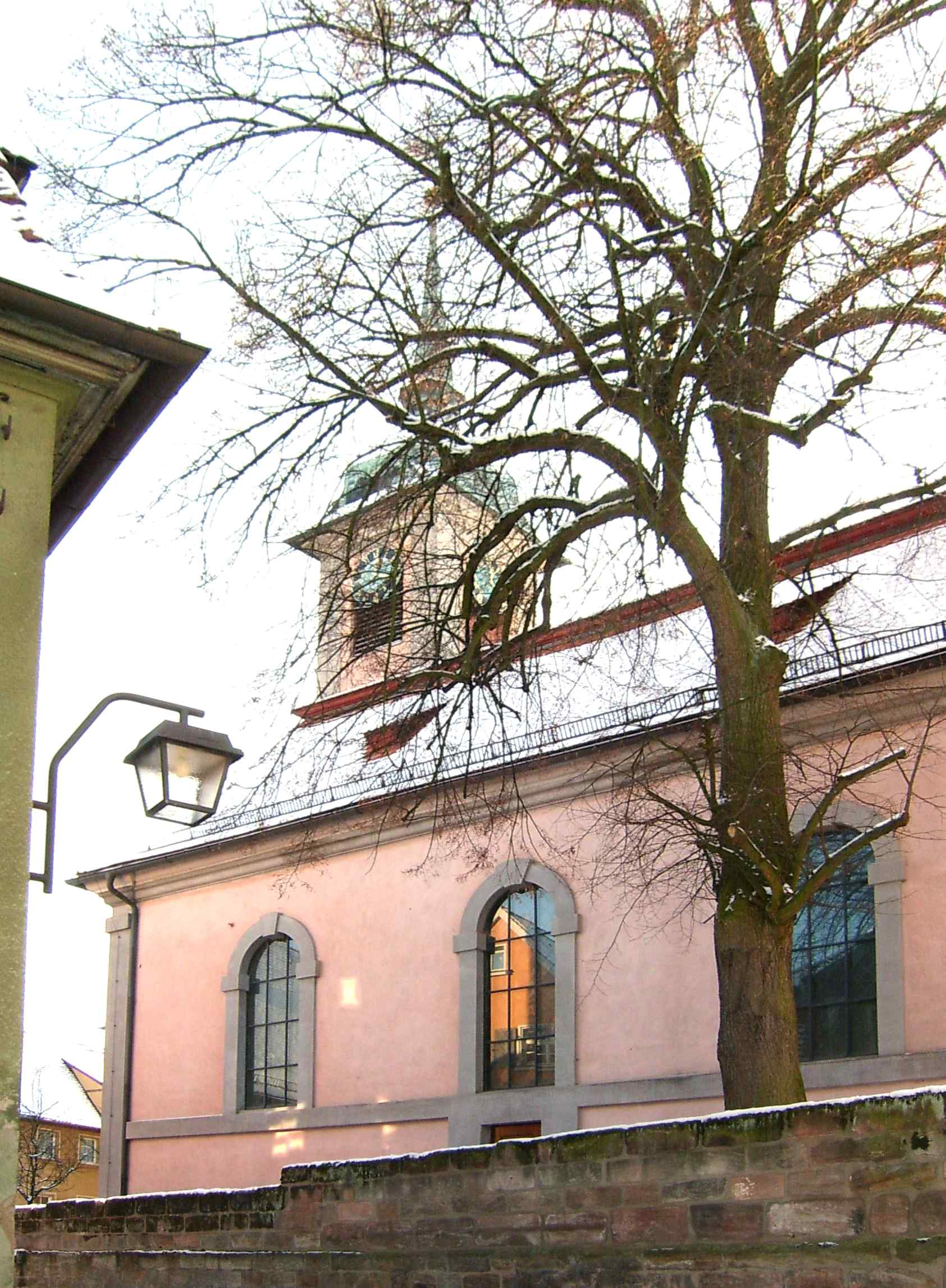
Franzosenkirche

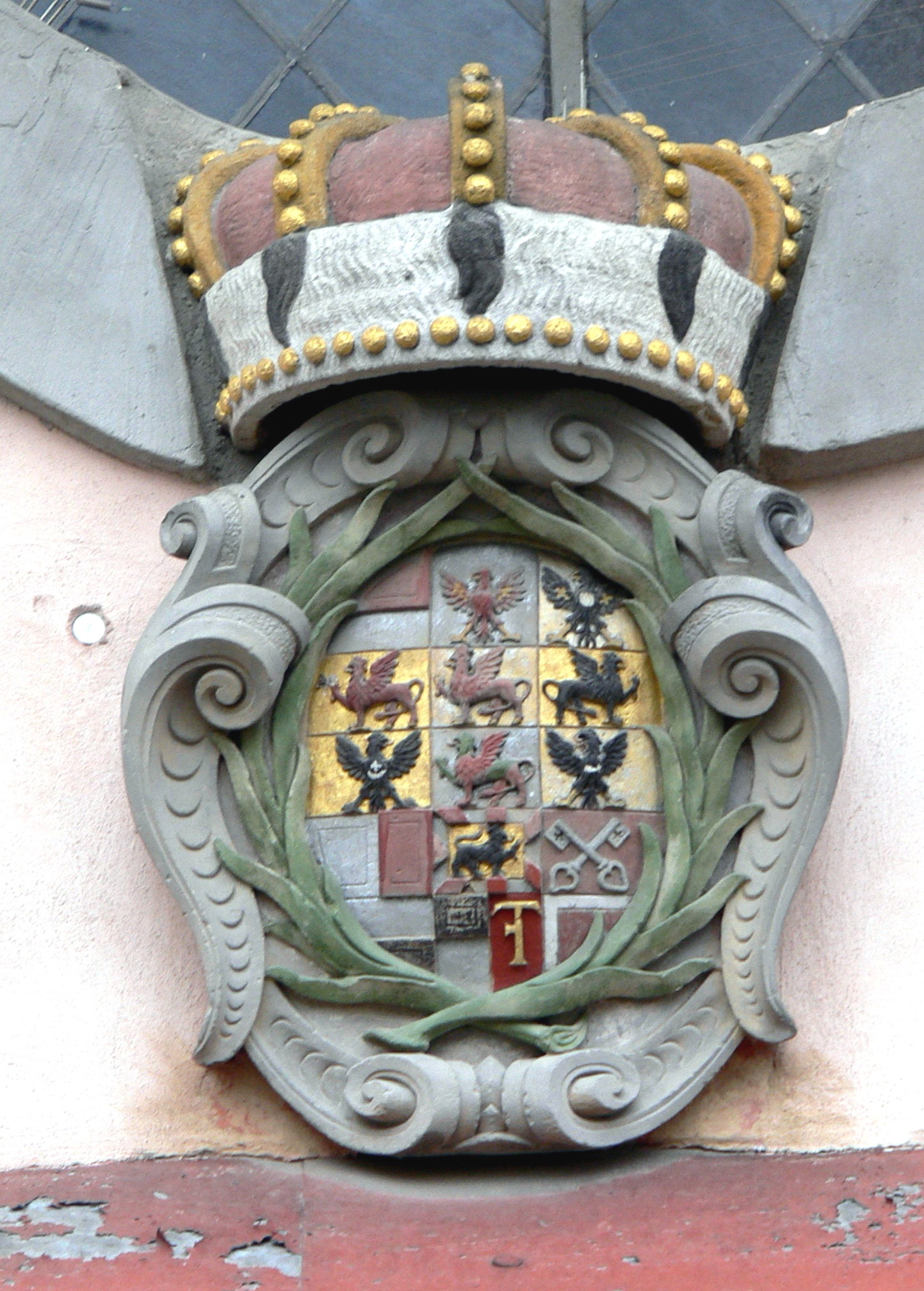
Wappen Christian Albrechts über dem Eingang der Franzosenkirche in Schwabach

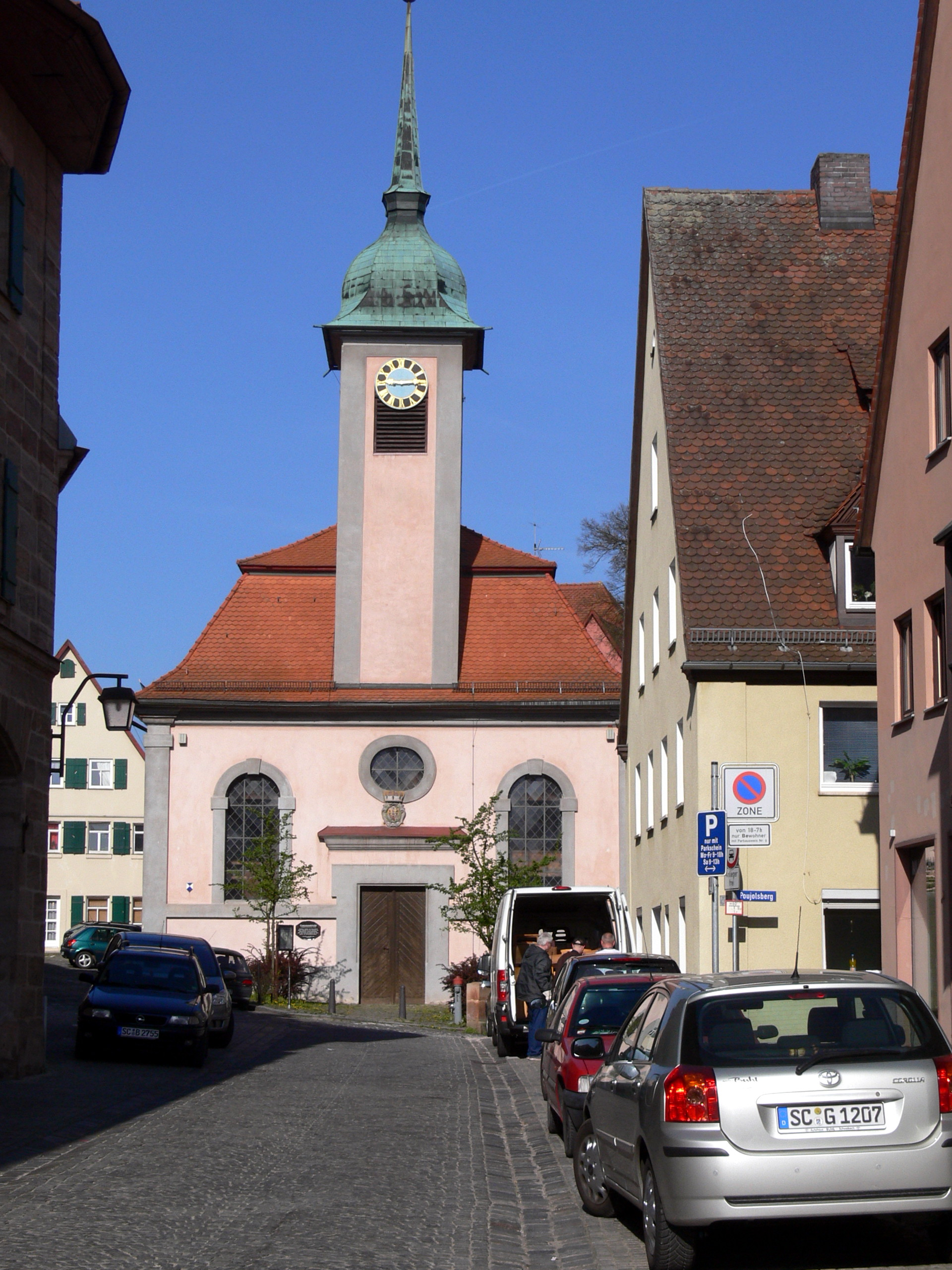
Frontansicht

## Architektur
Obwohl in der Barockzeit entstanden, hat der schlichte Bau mit Glockenturm keinerlei Zierrat. Einziger äußerer Schmuck ist über der Eingangstür das Wappen des Markgrafen von Christian Albrecht von Brandenburg-Ansbach.
Die Kirche wurde 1686/1687 erbaut, 1687 geweiht und ist die erste fertiggestellte noch existierende Kirche, die von Hugenotten im heutigen Deutschland errichtet wurde. Siehe auch Hugenottenkirche. Der Turm mit der barocken Haube und die Glocke wurden 1774 hinzugefügt, die erste Orgel erst im Jahr 1801.

## Innenraum
Wie in reformierten Kirchen üblich, gibt es keinen Altar wie in lutherischen oder katholischen Kirchen. An der Stirnseite steht ein großer Tisch, auf dem eine Bibel liegt. Die Kanzel an der Stirnseite wird links und rechts von zwei Gobelins aus der Manufaktur von Michel Claraveux flankiert, die goldgestickt auf schwarzem Grund Bibelzitate in französischer Sprache enthalten. Eine Fahne, die der Gemeinde 1729 vom Markgrafen Carl Wilhelm Friedrich gestiftet wurde, gehört zu den wenigen Schmuckstücken der Kirche.

## Entstehungsgeschichte

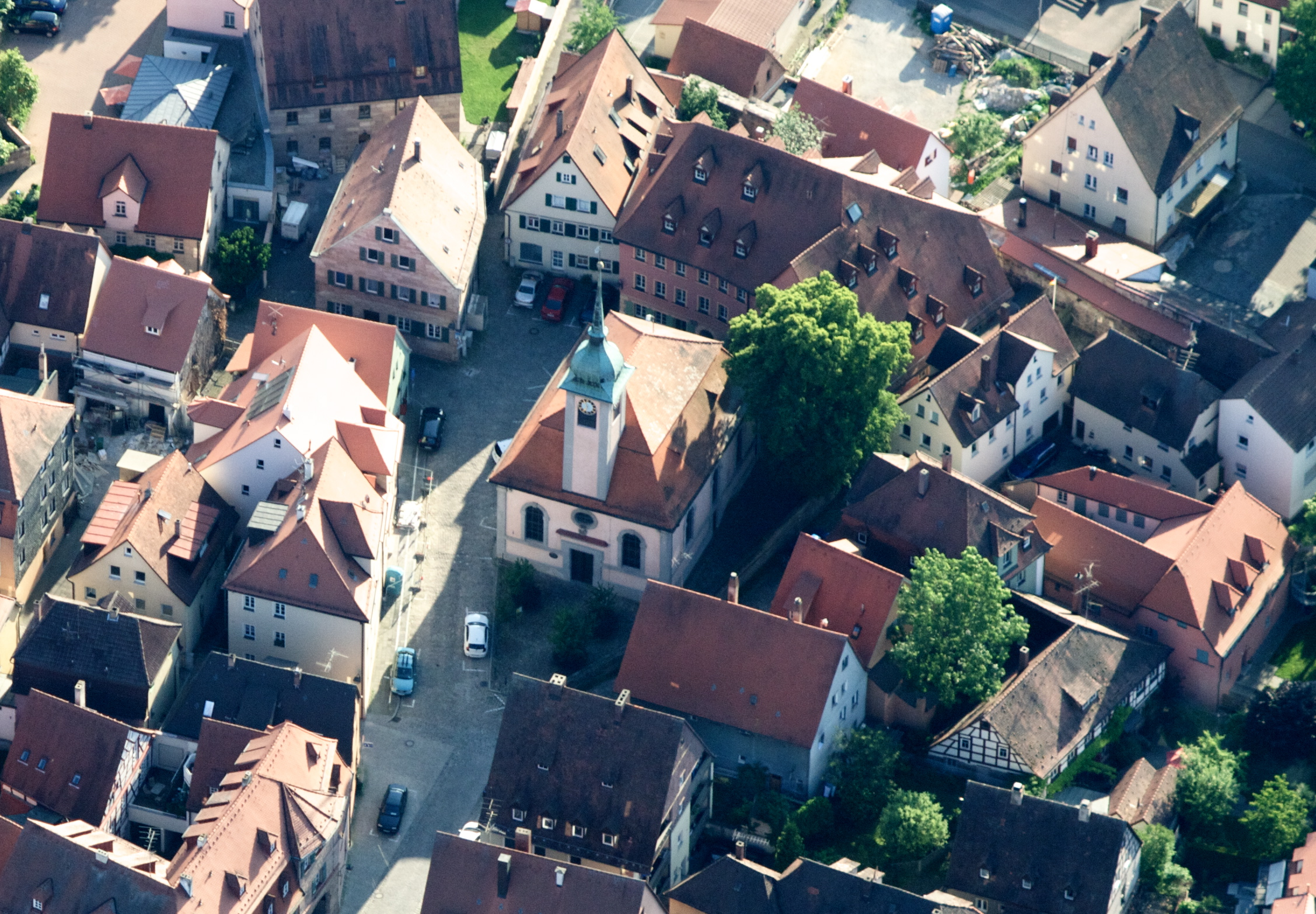
Luftbild/Umgebung

Nach Ausweisung der calvinistischen Hugenotten aus Frankreich fanden viele von ihnen Aufnahme in den evangelischen Gebieten Deutschlands. Auch die Markgrafen von Brandenburg-Ansbach nahmen die Glaubensflüchtlinge auf. Dies geschah mit wirtschaftlichen Hintergedanken, denn die Neuankömmlinge brachten neue handwerkliche Fähigkeiten mit (Bortenmacher, Handschuhmacher), die dort bisher unbekannt waren. Die ersten Flüchtlinge kamen 1685 in Ansbach und Umgebung an. 1686 wurde Schwabach als Wohnort für alle Hugenotten im Fürstentum Ansbach bestimmt. Den Neuankömmlingen wurde erlaubt, eine Kirche zu errichten. Der Grundstein wurde am 24. September 1686 gelegt. Die Weihe erfolgte am 13. November 1687. Die Regierung in Ansbach stellte für den Bau Steine aus dem Abbruch der Burg Kammerstein zur Verfügung. Französischer Unterricht wurde bis 1813 erteilt und bis 1857 fanden die Gottesdienste in französischer Sprache statt. Gegen Ende des 17. Jahrhunderts waren von 3800 Einwohnern Schwabachs rund 500 französischer Abstammung.